# J.P.J. Ravn
Jesper Peter Johansen Ravn, född den 30 november 1866 i Vonsild, död den 7 augusti 1951 på Frederiksberg, var en dansk paleontolog och geolog.
Ravn blev student 1885 från Koldings lärda skole, cand. mag. i naturhistoria och geografi 1892 och var inspektör vid Mineralogisk Museum 1907-36, docent i paleontologi vid Köpenhamns universitet 1904-37. Han blev medlem av det kungliga danska vetenskapssällskapet 1931 och medlem av Fysiografiska Sällskapet i Lund 1932.
Ravn skrev en stor mängd avhandlingar, huvudsakligen om danska krita- och tertiäravlagringar och deras försteningar; särskilt märks: Molluskerne i Danmarks Kridtaflejringer (1902 och 1903), och Molluskfaunaen i Jyllands Tertiæraflejringer (1907), för vilken han mottog vetenskapssällskapets guldmedalj, samt under senare år olika uppsatser om den bornholmska kritformationen. Han utgav också monografier om echiniderna i den danska kritformationen.